# Warrior II
Warrior II is een videospel voor de Commodore 64. Het spel werd uitgebracht in 1987. Het spel is een Engelstalige adventure.